# داگلاس هرد
داگلاس هرد (انگلیسی: Douglas Hurd؛ زادهٔ ۸ مارس ۱۹۳۰) یک سیاست‌مدار اهل بریتانیا است.